# Fosteria
Fosteria é um género botânico pertencente à família Iridaceae.